# Ramón Martínez (baseball, 1972)
Pour les articles homonymes, voir Ramon Martinez.
Pour l'ancien lanceur, voir Ramón Martínez (baseball, 1968).
Ramón E. Martínez (né le 10 octobre 1972 à Philadelphie, Pennsylvanie, États-Unis) est un joueur de deuxième but évoluant dans les Ligues majeures de baseball depuis 1998. 
Il porte présentement (en 2008) les couleurs des Mets de New York.
Son cousin Geovany Soto, un receveur, joue également dans les Ligues majeures pour les Cubs de Chicago.